# Écluse de Woolhampton

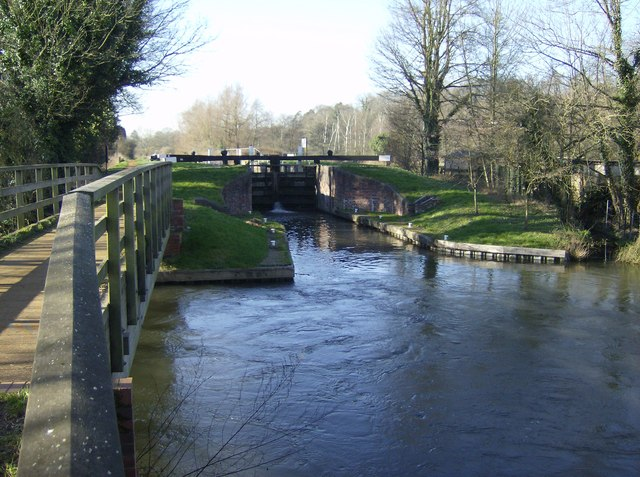
L'écluse de Woolhampton, avec la rivière Kennet coulant sous le pont du chemin de halage au premier plan

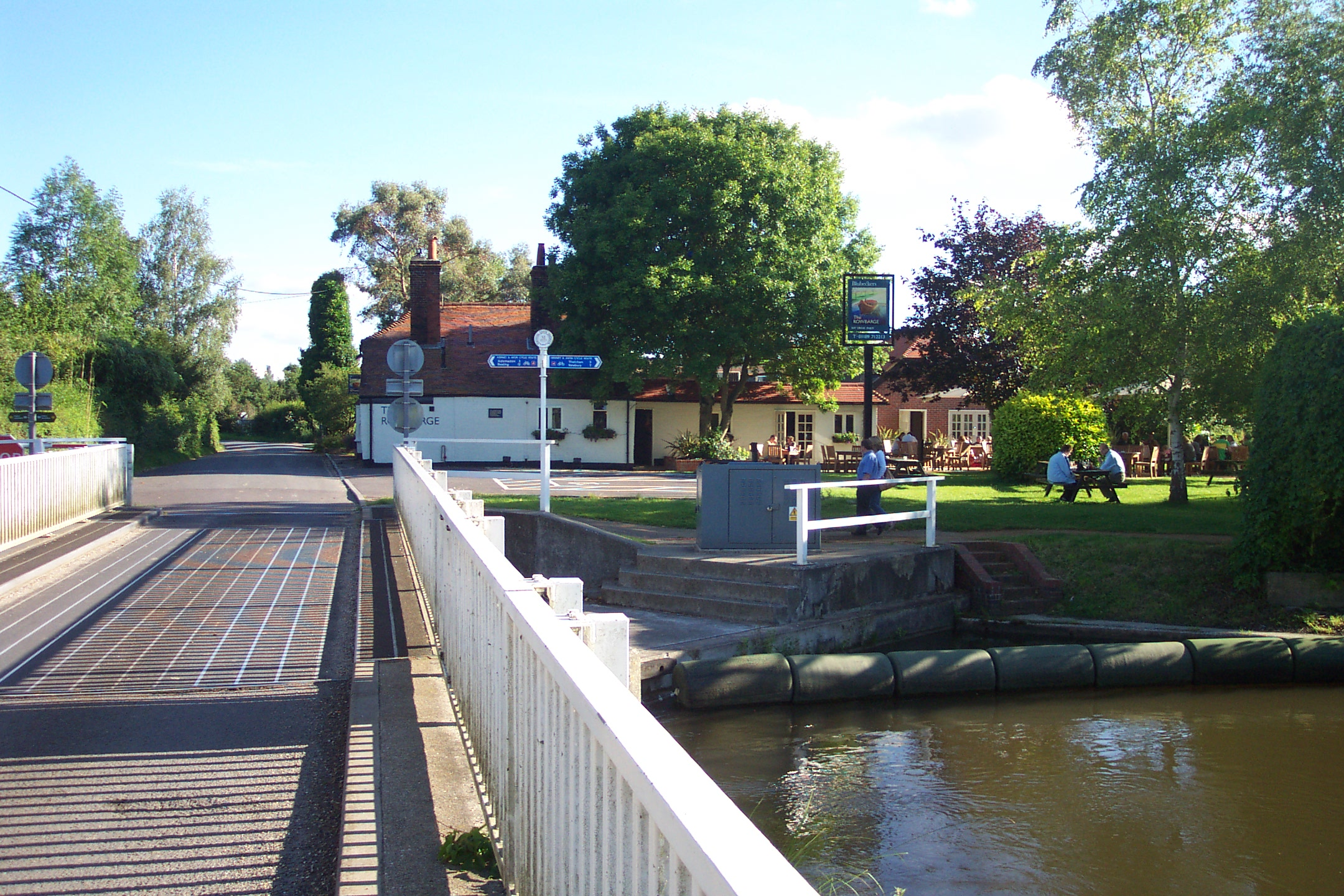
Le pont tournant et le pub Row Barge

L’écluse de Woolhampton est une écluse sur le canal Kennet et Avon, dans le village de Woolhampton dans le Berkshire, en Angleterre. L’écluse permet de franchir un dénivelé de 2,72 m (8 pi 11 po). Elle est administrée par la British Waterways.
L’écluse de Woolhampton se trouve sur le tronçon du canal qui a été construit entre 1718 et 1723, sous la supervision de l'ingénieur John Hore de Newbury, sous la dénomination de voie navigable de la Kennet (Kennet Navigation). Cette voie navigable est une amélioration de la voie fluviale plus qu'un véritable canal, et se compose de sections du lit naturel de la rivière Kennet alternant avec des coupes créées artificiellement et des écluses.
L’écluse de Woolhampton est à l'extrémité aval d'une coupe artificielle, le fleuve et la coupe se rejoignent au pied de l’écluse. Juste à l'est et en aval de celle-ci, la rivière navigable est traversée par un pont routier tournant reliant le centre du village Woolhampton au village voisin de Brimpton. À côté de ce pont se trouve le pub Row Barge.